# Echipa națională de fotbal a Camerunului

Fosta stemă a Camerunului

Echipa națională de fotbal a Camerunului, poreclită Lions Indomptables, este echipa națională de fotbal a Camerunului și este controlată de Federația Cameruneză de Fotbal. Este cea mai de succes echipă din Africa, calificându-se de șase ori la Campionatul Mondial de Fotbal: 1982, 1990, 1994, 1998, 2002 și 2010- mai mult decât orice altă națiune africană. Au fost prima echipă africană care au ajuns în sferuri la un Campionat Mondial în 1990, pierzând în fața Angliei în prelungiri. De asemenea au câștigat de patru ori Cupa Africii pe Națiuni și medalia de aur la Olimpiada de Vară din 2000.

## Premiile Fotbalului Camerunez
Jocurile Olimpice :
- 1 Medalie de Aur  (2000)

Cupa Africii pe Națiuni :
- 4 Ori Campioană  (1984, 1988, 2000, 2002)

Jocurile Africii :
- 4 Ori Campioană (1991, 1999, 2003, 2007)

Cupa Afro-Asiatică pe Națiuni :
- 1 Campioni  (1985)

Cupa CEMAC :
- 2 Campioană  (2003, 2005)
- 1 Locul doi

Jocurile Central Africane :
- 2 Campioni (1976, 1987)

Campionatul UDEAC :
- 4 Campioni  (1984, 1986, 1987, 1989)
- 1 Locul doi

- Campionatul African de Tineret (1): 1995
- Campionatul African Sub-17 (1): 2003

## Campionatul Mondial
| 1930 - 1962 | Nu a participat  | Nu a participat  | Nu a participat  | Nu a participat  | Nu a participat  | Nu a participat  | Nu a participat  | Nu a participat  |         |         |
| 1966        | S-a retras       | S-a retras       | S-a retras       | S-a retras       | S-a retras       | S-a retras       | S-a retras       | S-a retras       |         |         |
| 1970 - 1978 | Nu s-a calificat | Nu s-a calificat | Nu s-a calificat | Nu s-a calificat | Nu s-a calificat | Nu s-a calificat | Nu s-a calificat | Nu s-a calificat |         |         |
| 1982        | Faza grupelor    | 17               | 3                | 0                | 3                | 0                | 1                | 1                |         |         |
| 1986        | Nu s-a calificat | Nu s-a calificat | Nu s-a calificat | Nu s-a calificat | Nu s-a calificat | Nu s-a calificat | Nu s-a calificat | Nu s-a calificat |         |         |
| 1990        | Sferturi         | 7                | 5                | 3                | 0                | 2                | 7                | 9                |         |         |
| 1994        | Faza grupelor    | 22               | 3                | 0                | 1                | 2                | 3                | 11               |         |         |
| 1998        | Faza grupelor    | 25               | 3                | 0                | 2                | 1                | 2                | 5                |         |         |
| 2002        | Faza grupelor    | 20               | 3                | 1                | 1                | 1                | 2                | 3                |         |         |
| 2006        | Nu s-a calificat | Nu s-a calificat | Nu s-a calificat | Nu s-a calificat | Nu s-a calificat | Nu s-a calificat | Nu s-a calificat | Nu s-a calificat |         |         |
| 2010        | Faza grupelor    | 31               | 3                | 0                | 0                | 3                | 2                | 5                |         |         |
| 2014        | Faza grupelor    | 32               | 3                | 0                | 0                | 3                | 1                | 9                |         |         |
| 2018        | Nu s-a calificat | Nu s-a calificat | Nu s-a calificat | Nu s-a calificat | Nu s-a calificat | Nu s-a calificat | Nu s-a calificat | Nu s-a calificat |         |         |
| 2022        | Faza grupelor    |                  | 3                | 1                | 1                | 1                | 4                | 4                |         |         |
| 2026        | Va urma          | Va urma          | Va urma          | Va urma          | Va urma          | Va urma          | Va urma          | Va urma          | Va urma | Va urma |
| Total       | Sferturi         | 8/22             | 26               | 5                | 8                | 13               | 22               | 47               |         |         |

## Rezultate
| Parcursul la Campionatul Mondial | Parcursul la Campionatul Mondial | Parcursul la Campionatul Mondial | Parcursul la Campionatul Mondial |
| Anul                             | Runda                            | Scor                             | Rezultat                         |
| -------------------------------- | -------------------------------- | -------------------------------- | -------------------------------- |
| 1982                             | Faza Grupelor                    | Camerun 0 – 0 Peru               | Egal                             |
| 1982                             | Faza Grupelor                    | Camerun 0 – 0 Polonia            | Egal                             |
| 1982                             | Faza Grupelor                    | Camerun 1 – 1 Italia             | Egal                             |
| 1990                             | Faza Grupelor                    | Camerun 1 – 0 Argentina          | Victorie                         |
| 1990                             | Faza Grupelor                    | Camerun 2 – 1 România            | Victorie                         |
| 1990                             | Faza Grupelor                    | Camerun 0 – 4 Uniunea Sovietică  | Înfrângere                       |
| 1990                             | Optimi                           | Camerun 2 – 1 Columbia           | Victorie                         |
| 1990                             | Sferturi                         | Camerun 2 – 3 Anglia             | Înfrângere                       |
| 1994                             | Faza Grupelor                    | Camerun 2 – 2 Suedia             | Egal                             |
| 1994                             | Faza Grupelor                    | Camerun 0 – 3 Brazilia           | Înfrângere                       |
| 1994                             | Faza Grupelor                    | Camerun 1 – 6 Rusia              | Înfrângere                       |
| 1998                             | Faza Grupelor                    | Camerun 1 – 1 Austria            | Egal                             |
| 1998                             | Faza Grupelor                    | Camerun 0 – 3 Italia             | Înfrângere                       |
| 1998                             | Faza Grupelor                    | Camerun 1 – 1 Chile              | Egal                             |
| 2002                             | Faza Grupelor                    | Camerun 1 – 1 Republica Irlanda  | Egal                             |
| 2002                             | Faza Grupelor                    | Camerun 1 – 0 Arabia Saudită     | Victorie                         |
| 2002                             | Faza Grupelor                    | Camerun 0 – 2 Germania           | Înfrângere                       |
| 2010                             | Faza Grupelor                    | Camerun 0 – 1 Japonia            | Înfrângere                       |
| 2010                             | Faza Grupelor                    | Camerun 1 – 2 Danemarca          | Înfrângere                       |
| 2010                             | Faza Grupelor                    | Camerun 1 – 2 Țările de Jos      | Înfrângere                       |
| 2014                             | Faza Grupelor                    | Camerun 0 – 1 Mexic              | Înfrângere                       |
| 2014                             | Faza Grupelor                    | Camerun 0 – 4 Croația            | Înfrângere                       |
| 2014                             | Faza Grupelor                    | Camerun 1 – 4 Brazilia           | Înfrângere                       |
| 2022                             | Faza Grupelor                    | Camerun 0 – 1 Elveția            | Înfrângere                       |
| 2022                             | Faza Grupelor                    | Camerun 3 – 3 Serbia             | Egal                             |
| 2022                             | Faza Grupelor                    | Camerun 1 – 0 Brazilia           | Victorie                         |

## Adversari
| Adversar       | Meciuri | Victorie | Remiză | Înfrângere |                   | Adversar | Meciuri | Victorie | Remiză | Înfrângere |
| -------------- | ------- | -------- | ------ | ---------- | ----------------- | -------- | ------- | -------- | ------ | ---------- |
| Brazilia       | 3       | 1        | 0      | 2          | Italia            | 2        | 0       | 1        | 1      |            |
| Rusia          | 2       | 0        | 0      | 2          | Anglia            | 1        | 0       | 0        | 1      |            |
| Arabia Saudită | 1       | 1        | 0      | 0          | Argentina         | 1        | 1       | 0        | 0      |            |
| Austria        | 1       | 0        | 1      | 0          | Chile             | 1        | 0       | 1        | 0      |            |
| Columbia       | 1       | 1        | 0      | 0          | Croația           | 1        | 0       | 0        | 1      |            |
| Danemarca      | 1       | 0        | 0      | 1          | Elveția           | 1        | 0       | 0        | 1      |            |
| Germania       | 1       | 0        | 0      | 1          | Japonia           | 1        | 0       | 0        | 1      |            |
| Mexic          | 1       | 0        | 0      | 1          | Peru              | 1        | 0       | 1        | 0      |            |
| Polonia        | 1       | 0        | 1      | 0          | Republica Irlanda | 1        | 0       | 1        | 0      |            |
| România        | 1       | 1        | 0      | 0          | Serbia            | 1        | 0       | 1        | 0      |            |
| Suedia         | 1       | 0        | 1      | 0          | Țările de Jos     | 1        | 0       | 0        | 1      |            |
| 11 echipe      | 14      | 4        | 3      | 7          | 11 echipe         | 12       | 1       | 5        | 6      |            |

## Cupa Africii pe Națiuni
| 1957 | Nu a participat   | 1978 | Nu s-a calificat | 1998 | Locul 8          | 2017 | Campioni |
| 1959 | Nu a participat   | 1980 | Nu s-a calificat | 2000 | Campioni         | 2019 | Locul 13 |
| 1962 | Neafiliată la CAF | 1982 | Locul 5          | 2002 | Campioni         | 2021 | Locul 3  |
| 1963 | Neafiliată la CAF | 1984 | Campioni         | 2004 | Locul 6          | 2023 | Va urma  |
| 1965 | Nu a intrat       | 1986 | Locul 2          | 2006 | Locul 5          |      |          |
| 1968 | Nu s-a calificat  | 1988 | Campioni         | 2008 | Locul 2          |      |          |
| 1970 | Locul 5           | 1990 | Locul 5          | 2010 | Locul 7          |      |          |
| 1972 | Locul 3           | 1992 | Locul 4          | 2012 | Nu s-a calificat |      |          |
| 1974 | Nu s-a calificat  | 1994 | Nu s-a calificat | 2013 | Nu s-a calificat |      |          |
| 1976 | Nu s-a calificat  | 1996 | Locul 9          | 2015 | Locul 13         |      |          |

## Finale
| 1984 | Camerun | 3 - 1 | Nigeria |
| 1988 | Camerun | 1 - 0 | Nigeria |
| 2000 | Camerun | 2 - 2 | Nigeria |
| 2002 | Camerun | 0 - 0 | Senegal |
| 2017 | Camerun | 2 - 1 | Egipt   |

| 1986 | Camerun | 0 - 0 | Egipt |
| 2008 | Camerun | 0 - 1 | Egipt |

| 1972 | Camerun | 5 - 2 | Zair         |
| 2021 | Camerun | 3 - 3 | Burkina Faso |

| 1992 | Camerun | 1 - 2 | Nigeria |

## Cupa Confederațiilor
| Țară gazdă / An   | Runda            | Poziția          | MJ               | V                | R                | Î                | GM               | GP               |
| ----------------- | ---------------- | ---------------- | ---------------- | ---------------- | ---------------- | ---------------- | ---------------- | ---------------- |
| 1992 până la 1999 | Nu s-a calificat | Nu s-a calificat | Nu s-a calificat | Nu s-a calificat | Nu s-a calificat | Nu s-a calificat | Nu s-a calificat | Nu s-a calificat |
| 2001              | Faza grupelor    | 6                | 3                | 1                | 0                | 2                | 2                | 4                |
| 2003              | Vicecampioană    | 2                | 5                | 3                | 1                | 1                | 3                | 1                |
| 2005 până la 2013 | Nu s-a calificat | Nu s-a calificat | Nu s-a calificat | Nu s-a calificat | Nu s-a calificat | Nu s-a calificat | Nu s-a calificat | Nu s-a calificat |
| 2017              | Faza grupelor    | 7                | 3                | 0                | 1                | 2                | 2                | 6                |
| Total             | 1 Finală         | 3/10             | 11               | 4                | 2                | 5                | 7                | 11               |

## Jucători

### Lotul actual
Următorii 26 de jucători au fost convocați pentru Campionatul Mondial de Fotbal 2022.
Golurile și selecțiile actualizate după meciul cu Elveția din 24 noiembrie 2022.
| Nr. | Poz. | Jucător                     | Data nașterii (vârsta)         | Selecții | Goluri | Club               |
| --- | ---- | --------------------------- | ------------------------------ | -------- | ------ | ------------------ |
| 1   | P    | Simon Ngapandouetnbu        | 12 aprilie 2003 (21 de ani)    | 0        | 0      | Marseille          |
| 16  | P    | Devis Epassy                | 2 februarie 1993 (32 de ani)   | 5        | 0      | Abha               |
| 23  | P    | André Onana                 | 2 aprilie 1996 (28 de ani)     | 34       | 0      | Internazionale     |
|     |      |                             |                                |          |        |                    |
| 3   | F    | Nicolas Nkoulou             | 27 martie 1990 (34 de ani)     | 79       | 2      | Aris               |
| 4   | F    | Christopher Wooh            | 18 septembrie 2001 (23 de ani) | 3        | 0      | Rennes             |
| 17  | F    | Olivier Mbaizo              | 15 august 1997 (27 de ani)     | 11       | 0      | Philadelphia Union |
| 19  | F    | Collins Fai                 | 13 august 1992 (32 de ani)     | 53       | 0      | Al-Tai             |
| 21  | F    | Jean-Charles Castelletto    | 26 ianuarie 1995 (30 de ani)   | 15       | 0      | Nantes             |
| 24  | F    | Enzo Ebosse                 | 11 martie 1999 (26 de ani)     | 2        | 0      | Udinese            |
| 25  | F    | Nouhou Tolo                 | 23 iunie 1997 (27 de ani)      | 19       | 0      | Seattle Sounders   |
|     |      |                             |                                |          |        |                    |
| 2   | M    | Jerome Ngom Mbekeli         | 30 septembrie 1998 (26 de ani) | 2        | 0      | Colombe Sportive   |
| 5   | M    | Gaël Ondoua                 | 4 noiembrie 1995 (29 de ani)   | 5        | 0      | Hannover 96        |
| 8   | M    | André-Frank Zambo Anguissa  | 16 noiembrie 1995 (29 de ani)  | 44       | 5      | Napoli             |
| 14  | M    | Samuel Gouet                | 14 decembrie 1997 (27 de ani)  | 23       | 0      | Mechelen           |
| 15  | M    | Pierre Kunde                | 26 iulie 1995 (29 de ani)      | 32       | 1      | Olympiacos         |
| 18  | M    | Martin Hongla               | 16 martie 1998 (27 de ani)     | 20       | 0      | Hellas Verona      |
| 22  | M    | Olivier Ntcham              | 9 februarie 1996 (29 de ani)   | 3        | 0      | Swansea City       |
|     |      |                             |                                |          |        |                    |
| 6   | A    | Moumi Ngamaleu              | 9 iulie 1994 (30 de ani)       | 43       | 4      | Dynamo Moscow      |
| 7   | A    | Georges-Kévin Nkoudou       | 13 februarie 1995 (30 de ani)  | 3        | 0      | Beșiktaș           |
| 9   | A    | Jean-Pierre Nsame           | 1 mai 1993 (31 de ani)         | 4        | 0      | Young Boys         |
| 10  | A    | Vincent Aboubakar (căpitan) | 22 ianuarie 1992 (33 de ani)   | 92       | 33     | Al-Nassr           |
| 11  | A    | Christian Bassogog          | 18 octombrie 1995 (29 de ani)  | 43       | 7      | Shanghai Shenhua   |
| 12  | A    | Karl Toko Ekambi            | 14 septembrie 1992 (32 de ani) | 52       | 12     | Lyon               |
| 13  | A    | Eric Maxim Choupo-Moting    | 23 martie 1989 (36 de ani)     | 70       | 19     | Bayern Munich      |
| 20  | A    | Bryan Mbeumo                | 7 august 1999 (25 de ani)      | 4        | 0      | Brentford          |
| 26  | A    | Souaibou Marou              | 3 decembrie 2000 (24 de ani)   | 3        | 1      | Coton Sport        |

### Convocări recente
The following players have been called up for Cameroon's squad within the past 12 months.
| Poz. | Jucător               | Data nașterii (vârsta)         | Selecții | Goluri | Club               | Ultima convocare                             |
| ---- | --------------------- | ------------------------------ | -------- | ------ | ------------------ | -------------------------------------------- |
| P    | Guy N'dy Assembé      | 28 februarie 1986 (39 de ani)  | 12       | 0      | Guingamp           | Campionatul Mondial de Fotbal 2014 (standby) |
| P    | Idriss Carlos Kameni  | 18 februarie 1984 (41 de ani)  | 70       | 0      | Málaga             | v. Tunisia, 13 October 2013                  |
|      |                       |                                |          |        |                    |                                              |
| F    | Gaëtan Bong           | 25 aprilie 1988 (36 de ani)    | 12       | 0      | Olympiacos         | Campionatul Mondial de Fotbal 2014 (standby) |
| F    | Jean-Armel Kana-Biyik | 3 iulie 1989 (35 de ani)       | 5        | 0      | Rennes             | Campionatul Mondial de Fotbal 2014 (standby) |
| F    | Frank Bagnack         | 7 iunie 1995 (29 de ani)       | 0        | 0      | Barcelona B        | Campionatul Mondial de Fotbal 2014 (standby) |
| F    | Benoît Angbwa         | 1 ianuarie 1982 (43 de ani)    | 18       | 1      | Anzhi Makhachkala  | v. Libia, 8 September 2013                   |
| F    | Jean-Patrick Abouna   | 27 septembrie 1990 (34 de ani) | 7        | 0      | Léopards           | v. RD Congo, 26 august 2013                  |
| F    | Clévis Ashu           | 1 ianuarie 1985 (40 de ani)    | 3        | 0      | Union Douala       | v. Gabon, 28 July 2013                       |
| F    | Aminou Bouba          | 9 ianuarie 1990 (35 de ani)    | 2        | 0      | Espérance          | v. Gabon, 28 July 2013                       |
| F    | Ambroise Oyongo       | 22 iunie 1991 (33 de ani)      | 1        | 0      | New York Red Bulls | v. Gabon, 28 July 2013                       |
|      |                       |                                |          |        |                    |                                              |
| M    | Raoul Loé             | 31 ianuarie 1989 (36 de ani)   | 3        | 0      | Osasuna            | Campionatul Mondial de Fotbal 2014 (standby) |
| M    | Guy Zock Abep         | 6 mai 1994 (30 de ani)         | 0        | 0      | Cosmos de Bafia    | Campionatul Mondial de Fotbal 2014 (standby) |
|      |                       |                                |          |        |                    |                                              |
| A    | Mohammadou Idrissou   | 8 martie 1980 (45 de ani)      | 39       | 6      | Maccabi Haifa      | Campionatul Mondial de Fotbal 2014 (standby) |
| A    | Jean Marie Dongou     | 20 aprilie 1995 (29 de ani)    | 0        | 0      | Barcelona B        | v. Portugalia, 5 March 2014                  |
| A    | Jacques Zoua          | 6 septembrie 1991 (33 de ani)  | 5        | 0      | Hamburg            | v. Tunisia, 17 November 2013                 |
| A    | Aboubakar Oumarou     | 4 ianuarie 1987 (38 de ani)    | 2        | 0      | Waasland-Beveren   | v. Tunisia, 13 October 2013                  |
| A    | Jacques Haman         | 30 august 1994 (30 de ani)     | 1        | 1      | Coton Sport        | v. Gabon, 28 July 2013                       |

## Recorduri
| #   | Nume                | Perioadă  | Selecții | Goluri |
| --- | ------------------- | --------- | -------- | ------ |
| 1.  | Rigobert Song       | 1993–2010 | 137      | 5      |
| 2.  | Samuel Eto'o        | 1997–2014 | 118      | 56     |
| 2.  | Geremi              | 1996–2010 | 118      | 13     |
| 3.  | Emmanuel Kundé      | 1979–1992 | 102      | 17     |
| 4.  | Roger Milla         | 1973–1994 | 77       | 43     |
| 5.  | Jacques Songo'o     | 1983–2002 | 76       | 0      |
| 6.  | Nicolas N'Koulou    | 2008–     | 75       | 2      |
| 7.  | François Omam-Biyik | 1985–1998 | 73       | 26     |
| 8.  | Carlos Kameni       | 2001–     | 72       | 0      |
| 9.  | Pierre Womé         | 1995–2012 | 69       | 1      |
| 10. | Stéphane M'Bia      | 2006–     | 68       | 5      |
| 10. | Jean Makoun         | 2003–     | 68       | 5      |
| 10. | Émile Mbouh         | 1985–1994 | 68       | 3      |

| #   | Nume                | Perioadă  | Goluri | Selecții |
| --- | ------------------- | --------- | ------ | -------- |
| 1.  | Samuel Eto'o        | 1997–2014 | 56     | 118      |
| 2.  | Roger Milla         | 1973–1994 | 43     | 77       |
| 3.  | Patrick M'Boma      | 1995–2004 | 33     | 55       |
| 4.  | François Omam-Biyik | 1985–1998 | 26     | 73       |
| 5.  | Pierre Webó         | 2003–2014 | 19     | 59       |
| 6.  | Vincent Aboubakar   | 2010–     | 18     | 60       |
| 7.  | Emmanuel Kundé      | 1979–1992 | 17     | 102      |
| 8.  | André Kana-Biyik    | 1985–1994 | 15     | 59       |
| 9.  | Geremi              | 1996–2010 | 13     | 118      |
| 10. | Choupo Moting       | 2010–     | 13     | 43       |

|  |  |

## Antrenori
| Dată      | Nume                 |
| --------- | -------------------- |
| 1960–1965 | technical committee  |
| 1965–1970 | Dominique Colonna    |
| 1970      | Raymond Fobete       |
| 1970–1973 | Peter Schnittger     |
| 1973–1975 | Vladimir Beara       |
| 1976–1979 | Ivan Ridanović       |
| 1980–1982 | Branko Žutić         |
| 1982      | Jean Vincent         |
| 1982–1984 | Radivoje Ognjanović  |
| 1985–1988 | Claude Le Roy        |
| 1988–1990 | Valery Nepomnyashchy |
| 1990–1993 | Philippe Redon       |

| Dată      | Nume               |
| --------- | ------------------ |
| 1993–1994 | Jean Manga-Onguéné |
| 1994      | Léonard Nseké      |
| 1994      | Henri Michel       |
| 1994–1996 | Jules Nyongha      |
| 1996–1997 | Henri Depireux     |
| 1997–1998 | Jean Manga-Onguéné |
| 1998      | Claude Le Roy      |
| 1998–2001 | Pierre Lechantre   |
| 2001      | Robert Corfou      |
| 2001      | Jean-Paul Akono    |
| 2001–2004 | Winfried Schäfer   |
| 2004–2006 | Artur Jorge        |

| Dată      | Nume              |
| --------- | ----------------- |
| 2006–2007 | Arie Haan         |
| 2007      | Jules Nyongha     |
| 2007–2009 | Otto Pfister      |
| 2009      | Thomas N'Kono     |
| 2009–2010 | Paul Le Guen      |
| 2010–2011 | Javier Clemente   |
| 2011–2012 | Denis Lavagne     |
| 2012–2013 | Jean-Paul Akono   |
| 2013–2015 | Volker Finke      |
| 2015–2016 | Alexandre Belinga |
| 2016–     | Hugo Broos        |